# Argostemma sumatranum
Argostemma sumatranum är en måreväxtart som beskrevs av Jacob Gijsbert Boerlage och Sijfert Hendrik Koorders. Argostemma sumatranum ingår i släktet Argostemma och familjen måreväxter.
Artens utbredningsområde är Sumatera. Inga underarter finns listade i Catalogue of Life.